# 龙州耳叶马蓝
龙州耳叶马蓝（学名：Perilepta longzhouensis）为爵床科耳叶马蓝属下的一个种。其种加词“longzhouensis”意为“广西龙州县的”。
现接受名为龙州马蓝（Strobilanthes longzhouensis H.S.Lo & D.Fang, 1997）。